# Wilhelm Klostermann
Hermann Wilhelm Klostermann (* 24. Mai 1898 in Elberfeld; † 28. Mai 1979 in Neustadt in Holstein) war ein deutscher Kommunalpolitiker (NSDAP). Er war ab 1933 Bürgermeister und von 1937 bis 1945 Oberbürgermeister der Stadt Cuxhaven. 1941 wurde er als Stadtkommissar in das deutsch besetzte Dnepropetrowsk in der Sowjetunion abgeordnet.

## Leben und Wirken
Zum 1. Juni 1929 trat Klostermann der NSDAP bei (Mitgliedsnummer 133.613). Am 26. Mai 1933 löste Amtmann Wilhelm Klostermann den bisher kommissarisch als ersten Bürgermeister von Cuxhaven eingesetzten Baurat Schätzler ab. Unmittelbar nach Klostermanns Amtsübernahme wurden am 1. April 1933 nach Aufruf der Nationalsozialisten beim „Judenboykott“ jüdische Geschäfte boykottiert, beschmiert oder deren Fensterscheiben eingeschlagen. In der NSDAP war Klostermann bis Ende März 1937 als Gauamtsleiter im Gau Hamburg eingesetzt.
Mit dem Wechsel von Cuxhaven von Hamburg an den Freistaat Preußen am 1. April 1937 wurde Klostermann zum Oberbürgermeister. Im Dezember 1941 wurde er als Stadtkommissar nach Dnepropetrowsk im Reichskommissariat Ukraine abgeordnet. In dieser Funktion blieb er bis zur kriegsbedingten Räumung der Stadt im Herbst 1943. Beim örtlichen jüdischen Friedhof sollen sowjetischen Angaben zufolge 17.000 jüdische Einwohner ermordet worden sein.
Nach Ende des Zweiten Weltkrieges betätigte sich Kloster weiterhin in der Politik und ließ sich als Spitzenkandidat einer Unabhängigen Wählergemeinschaft aufstellen. In Scharbeutz wirkte er ab 1947 als Kurdirektor.